# Аніак (Аляска)
Аніак (англ. Aniak) — місто (англ. city) в США, в окрузі Бетел штату Аляска. Населення — 507 осіб (2020).

## Географія
Аніак розташований за координатами 61°34′41″ пн. ш. 159°31′44″ зх. д. / 61.57806° пн. ш. 159.52889° зх. д. (61.578035, -159.528754).  За даними Бюро перепису населення США в 2010 році місто мало площу 22,80 км², з яких 16,63 км² — суходіл та 6,17 км² — водойми.

### Клімат
| Клімат : Аніак          | Клімат : Аніак | Клімат : Аніак | Клімат : Аніак | Клімат : Аніак | Клімат : Аніак | Клімат : Аніак | Клімат : Аніак | Клімат : Аніак | Клімат : Аніак | Клімат : Аніак | Клімат : Аніак | Клімат : Аніак | Клімат : Аніак |
| Показник                | Січ.           | Лют.           | Бер.           | Квіт.          | Трав.          | Черв.          | Лип.           | Серп.          | Вер.           | Жовт.          | Лист.          | Груд.          | Рік            |
| Абсолютний максимум, °C | 8,9            | 11,7           | 10,0           | 17,2           | 27,2           | 33,3           | 30,6           | 28,9           | 23,9           | 17,2           | 12,2           | 7,8            | 33,3           |
| Середній максимум, °C   | −12,4          | −9,2           | −4,8           | 1,8            | 10,7           | 16,9           | 18,4           | 15,8           | 11,5           | 1,8            | −5,9           | −12,6          | 2,7            |
| Середня температура, °C | −17,1          | −14,5          | −10,8          | −2,2           | 5,8            | 11,6           | 13,4           | 11,6           | 7,1            | −1,7           | −9,9           | −17,2          | −1,9           |
| Середній мінімум, °C    | −21,8          | −19,8          | −16,7          | −8,3           | 0,8            | 6,3            | 8,4            | 7,3            | 2,7            | −5,4           | −13,9          | −21,7          | −6,8           |
| Абсолютний мінімум, °C  | −57,8          | −48,9          | −46,1          | −36,7          | −19,4          | −2,2           | −0,6           | −5             | −15            | −27,2          | −40            | −48,3          | −57,8          |
| Норма опадів, мм        | 21             | 22             | 23             | 18             | 27             | 39             | 59             | 104            | 68             | 30             | 37             | 28             | 476            |
| ----------------------- | -------------- | -------------- | -------------- | -------------- | -------------- | -------------- | -------------- | -------------- | -------------- | -------------- | -------------- | -------------- | -------------- |
| Джерело: WRCC           |                |                |                |                |                |                |                |                |                |                |                |                |                |

## Демографія
Згідно з переписом 2010 року, у місті мешкала 501 особа в 166 домогосподарствах у складі 120 родин. Густота населення становила 22 особи/км².  Було 214 помешкання (9/км²).
Расовий склад населення:
| - 69,5 % — корінних американців - 20,4 % — білих - 0,2 % — чорних або афроамериканців |

До двох чи більше рас належало 9,8 %. Частка іспаномовних становила 1,2 % від усіх жителів.
За віковим діапазоном населення розподілялося таким чином: 32,9 % — особи молодші 18 років, 60,5 % — особи у віці 18—64 років, 6,6 % — особи у віці 65 років та старші. Медіана віку мешканця становила 30,3 року. На 100 осіб жіночої статі у місті припадало 109,6 чоловіків;  на 100 жінок у віці від 18 років та старших — 111,3 чоловіків також старших 18 років.
Середній дохід на одне домашнє господарство  становив 65 480 доларів США (медіана — 60 500), а середній дохід на одну сім'ю — 66 508 доларів (медіана — 56 250). Медіана доходів становила 52 500 доларів для чоловіків та 38 750 доларів для жінок. За межею бідності перебувало 19,0 % осіб, у тому числі 25,6 % дітей у віці до 18 років та 4,7 % осіб у віці 65 років та старших.
Цивільне працевлаштоване населення становило 222 особи. Основні галузі зайнятості: освіта, охорона здоров'я та соціальна допомога — 37,4 %, публічна адміністрація — 18,0 %, транспорт — 16,2 %.